# Elatotrypes hoferi
Elatotrypes hoferi là một loài bọ cánh cứng trong họ Cerambycidae.